# Юрий Яковлев (актьор, 1888 – 1938)
 За други личности с това име вижте Юрий Яковлев.  
Юрий Дмитриевич Яковлев е театрален актьор и режисьор от руски произход, който с дейността си в България допринася за утвърждаването на българското театрално изкуство и режисура.
Не е известна точната рождена дата на Яковлев. В родния си град Одеса следва правни науки, но от 1908 година започва да играе на театралните сцени в Одеса, Киев, Харков, Москва, Самара, Тбилиси и др. Прави първите си постановки като режисьор в Киев през 1914 – 1919 година.
През 1920 година гостува с руска трупа в България и приема отправената му покана да остане като режисьор на оперетния театър „Ренесанс“. През 1922 година е режисьор на Народния театър в София. Някои от най-популярните му постановки там са:
- „Хората в хотела“ на Вики Баум,
- „Престолът“ на Иван Вазов,
- „Кучето на градинаря“ от Лопе де Вега,
- „Маскарад“ на Михаил Лермонтов,
- „Еленово царство“ на Георги Райчев,
- „Флорентинска нощ“ и „Саломе“ на Оскар Уайлд,
- „Потъналата камбана“ на Герхарт Хауптман,
- „Крал Лир“ и „Хамлет“ на Уилям Шекспир.

Между 1923 и 1933 година Яковлев е в Рига, където взима участие в основаването на руски драматичен театър. Женен за оперната певица Иванка (Жана) Сладкарова. През 1930 г. в Рига се ражда и синът му, актьорът Юрий Юриевич Яковлев, който учи и работи в България.
След завръщането си в България, Ю. Д. Яковлев поставя оперети и пиеси на сцените на Кооперативния театър и оперетния театър „Ангел Сладкаров“, но основно гастролира с трупи в театрите в Пловдив, Варна и Бургас. Умира на 50 години, след като на връщане от поредната си постановка в Бургас, влакът на Яковлев остава повече от 24 часа в огромна преспа. Прибирайки се в София, Яковлев получава инфаркт.